# 練習曲 (カイザー)
ハインリヒ・エルンスト・カイザーによるヴァイオリン練習曲集、作品番号20。全体で36曲があり、おおむね12曲ずつ3巻に分かれている。

## 特徴
- 重音奏法はほとんどない。しかし同じ音形を繰り返して学習させるため、楽曲としてはやや冗長。
- 日本では単独で練習に用いられる場面もあるが、篠崎弘嗣の教本では優美なヴァイオリン小品の中に随時おりまぜている。
- 練習者に苦痛・退屈な感情を持たせないで、技巧を習得させる配慮をしている。また冗長だという指摘に答え、一部省略を指示するなど、実際的な教授に適した編集がなされている。

## 楽曲
- 1番：ハ長調：移弦とボウイングの練習。
- 35番：ニ長調：三連符と転調の練習。
- 36番：ロ短調：滑らかなスラー奏法と円滑な左手運指の練習。

## 他の練習曲との関係
- クロイツェルの練習曲集は後半に重音奏法（一度に複数の弦を鳴らし和声的な演奏効果を得る奏法）の多く含まれる楽曲がある。重音奏法は訓練が必要なので、難易度に差は付け難い。
- セヴシックによる練習曲集や、フリマリーによる音階に特化した教本と比べると、単調・冗長にすぎないよう工夫されており、一定の音楽性を併せ持つ。
- 一定の音楽的形式に配慮しながら練習曲として整える難しさから、練習曲ではなく旋律の美しい曲を適当に編曲した教本（フーゴー・ゼーリング：ドイツ語の原題：Hugo Seiling）もある。